# DB-Baureihe 403 (1997)
Als Baureihe 403 wird eine zum ICE 3 gehörende ICE-Hochgeschwindigkeitsvariante der Deutschen Bahn bezeichnet. Im Gegensatz zu den Schwesterbaureihen 406, 407 und 408 ist sie nur einsystemfähig und verkehrt daher nur in Deutschland sowie zum benachbarten Bahnhof Basel SBB.
Die 50 je 200 m langen Triebzüge werden aus acht Wagen gebildet und seit Juli 2000 im Reisezugbetrieb eingesetzt. Bei einer zugelassenen Fahrzeug-Höchstgeschwindigkeit von 330 km/h erreichen die Elektrotriebzüge im regulären Betrieb planmäßig bis zu 300 km/h auf der Schnellfahrstrecke Köln–Rhein/Main, der Schnellfahrstrecke Nürnberg–Ingolstadt sowie den Schnellfahrstrecken Erfurt–Halle/Leipzig und Nürnberg–Erfurt.
Obwohl auch nicht motorisierte Mittelwagen enthalten sind, tragen alle acht Wagen des Triebzugs die Baureihenbezeichnung 403 (als 403.0 bis .3 und 403.5 bis .8 bezeichnet). Die Züge übernahmen die Bezeichnung Baureihe 403 von den inzwischen außer Dienst gestellten Elektro-Triebwagen 403 der ehemaligen Deutschen Bundesbahn. 

## Varianten
Die Baureihe 403 wurde als Teil des Konzepts des ICE 3 bestellt, der seit 1994 in Auftrag gegeben wurde. Sie umfasst zwei Bauserien, welche sich technisch und von der Innenraumgestaltung her geringfügig unterscheiden. Die erste Bauserie, bestehend aus 37 Triebzügen, wurde zwischen 2000 und 2001 ausgeliefert. Eine zweite Bauserie, bestehend aus 13 Triebzügen, wurde als Ergänzung der Flotte von 2005 bis 2006 ausgeliefert.

### Erste Bauserie
Die erste Serie von 37 Triebzügen für den Binnenverkehr ist seit dem Jahr 2000 als ICE 3 bei der Deutschen Bahn im planmäßigen Einsatz.
Die Züge verfügten bei Auslieferung über 141 Sitzplätze in drei Wagen der 1. Klasse sowie 250 Sitzplätze in vier Wagen der 2. Klasse. Durch den 2002 erfolgten Umbau wurde die Zahl der Sitzplätze in der 2. Klasse gesteigert, die Zahl der Plätze in der 1. Klasse reduziert.

### Zweite Bauserie
Mitte Januar 2001 wurde eine Absichtserklärung über die Beschaffung 13 weiterer ICE-3-Züge unterzeichnet. Als Teil eines Zwei-Milliarden-DM-Programms zur Modernisierung der Fernverkehrsflotte war die Beschaffung von 13 Zügen für den Binnenverkehr im Umfang von rund 500 Millionen DM vorgesehen. Zwei Jahre zuvor hatte die DB noch angekündigt, 50 zusätzliche ICE 3 beschaffen zu wollen. Die Züge sollten ab 2004 auf der Neubaustrecke Köln–Rhein/Main zum Einsatz kommen. Ein Hersteller für die neuen Züge stand Anfang 2001 noch nicht fest. Die Bestellung folgte 2002.
Im Herbst 2005 weigerte sich die DB AG, die bereits vom Eisenbahn-Bundesamt zugelassenen Triebzüge der zweiten Bauserie abzunehmen. Eine Liste von 30 Mängeln sei vom Hersteller nicht befriedigend abgearbeitet worden. Die DB AG drohte damit, die anstehende Umrüstung von fünf ICE 3M für den Frankreich-Verkehr nicht zu beauftragen, sollten die Mängel nicht behoben werden. Die Züge, die als Triebzüge 351 bis 363 geführt werden, wurden schließlich zwischen November 2005 und Anfang 2006 ausgeliefert.
Die Züge gleichen äußerlich den seit 2000 im Einsatz befindlichen Zügen. Im Detail wurden einige Änderungen vorgenommen, beispielsweise:
- Effektivere Fahrsteuerung, die ein stärkeres Beschleunigen ermöglicht
- Die dreieckigen Aufbauten der Klimaanlage an den Wagenenden wurden durch flachere und windschlüpfigere ersetzt.
- Der prägnanteste Unterschied im Inneren besteht im 2.-Klasse-Wagen zwischen dem 1.-Klasse-Bereich und dem BordBistro: Bei der ersten Bauserie handelt es sich hierbei um einen 1.-Klasse-Wagen mit Abteilen und Leselampen, der aber über Sitze der 2. Wagenklasse verfügt, während bei der zweiten Bauserie ein regulärer 2.-Klasse-Wagen ohne Abteile zum Einsatz kommt. Insgesamt führt das zu einer um sechs Plätze gesteigerten Sitzplatzkapazität in der 2. Klasse der zweiten Bauserie, während die Sitzplatzanzahl in der 1. Klasse unverändert ist.
- Die Sitzplatznummern an den Plätzen sind in der zweiten Bauserie in deutlich größeren Lettern geschrieben.

## Technik
Mit voll funktionsfähigen Bremsen verfügen die Triebzüge über 189 Bremshundertstel (Bremsstellung R+WB) bzw. 154 Bremshundertstel (Bremsstellung R). Auf Schnellfahrstrecken ohne Feste Fahrbahn ist die Höchstgeschwindigkeit auf 250 km/h beschränkt, obwohl diese teilweise für bis zu 280 km/h ausgelegt sind. Da die Wirbelstrombremse auf diesen Strecken nicht als Betriebsbremse zum Einsatz kommen darf, um übermäßigen Verschleiß von Bremsbelägen zu vermeiden.
Die 50 Triebzüge sollten ursprünglich bis 2015 mit ETCS ausgerüstet werden. Der Auftrag, der auch die ETCS-Ausrüstung von 70 ICE T umfasst, beläuft sich auf 60 Millionen Euro.
Beim Redesign wird aus dem BordBistro wieder ein vollwertiges Bordrestaurant. Die Ausrüstung ist im Vertrag über die ETCS-Ausstattung der ICE T als Option verankert. Es liefen Verhandlungen zur Einlösung dieser Option und nun werden die ICE-3-Triebzüge im Rahmen des Redesigns mit ETCS ausgerüstet. Der Umbau aller Triebzüge wird nunmehr bis 2024 dauern.
Seit Januar 2017 ist der Triebzug 323 „Schaffhausen“ als Probetriebzug mit ETCS ausgerüstet. Er wurde ab Juli 2017 für ETCS-Testfahrten auf der Schnellfahrstrecke Erfurt–Leipzig/Halle eingesetzt. Bis Dezember 2017 wurden 11 Triebzüge umgebaut, um sie auf den ICE-Linien 15 und 29 einzusetzen. Seit dem Fahrplanwechsel und der Eröffnung der Neubaustrecke Ebensfeld–Erfurt im Dezember 2017 verkehren diese Züge mit ETCS über die Strecke.

## Übersicht und Zustand der Triebzüge
| Triebzugnummer Namensgebung                                                               | Indienststellung Redesign (Aktueller Status)               | Umbauten oder Umrüstungen | Unfälle oder besondere Vorkommnisse Allgemeine Bemerkungen |
| ----------------------------------------------------------------------------------------- | ---------------------------------------------------------- | --- | --- |
| Tz 301 Freiburg im Breisgau (seit 29. Januar 2003)                                        | 28. Juli 2000 22. November 2022 (aktiv)                    | Ausstattung mit WLAN-HotSpots (railnet) Ausstattung mit ETCS                                                                         | |
| Tz 302 Hansestadt Lübeck (seit 20. Februar 2004)                                          | 25. Mai 2000 24. Januar 2017 (aktiv)                       | Ausstattung mit WLAN-HotSpots (railnet) Ausstattung mit ETCS                                                                         | Am 24. Oktober 2002 trennten sich die beiden Hälften (hintere Hälfte bestehend aus Triebzug 302) eines mit etwa 200 Fahrgästen besetzten ICE-3-Vollzuges in Göttingen bei einer Geschwindigkeit von rund 50 km/h infolge einer gelösten Kupplung. Infolgedessen wurde vorübergehend ein Doppeltraktionsverbot für ICE 3 angeordnet. Am 25. September 2022 gab es am ICE 622 in Bochum einen Schwelbrand. Der Triebzug war wenige Tage später wieder in Betrieb. |
| Tz 303 Dortmund (seit 28. November 2002)                                                  | 25. Mai 2000 6. September 2018 (aktiv)                     | Ausstattung mit WLAN-HotSpots (railnet) Ausstattung mit ETCS                                                                         | |
| Tz 304 München (seit 10. Januar 2003)                                                     | 24. Oktober 2000 8. Juni 2020 (aktiv)                      | Ausstattung mit WLAN-HotSpots (railnet) Ausstattung mit ETCS                                                                         | Trägt seit dem 9. Juli 2021 anstatt des üblichen roten Zierstreifens einen Zierstreifen in Regenbogenfarben, welcher anlässlich des 10-jährigen Bestehens des LGBTIQ-Mitarbeitendennetzwerks und als Symbol für die Werte der DB angebracht wurde. Der Zugverband wurde im Dezember 2021 in AW Krefeld-Oppum getrennt. Die beiden 1.-Klasse-Wagen 403 022 und 403 104 wurden als Ersatz für die beschädigten Wagen 403 010 und 403 110 in den Zugverband des Triebzuges 310 eingereiht. Der Triebzug wurde mit den 1.-Klasse-Wagen 403 026 sowie 403 110 aufgefüllt und ist wieder mit Regenbogenstreifen unterwegs. |
| Tz 305 Baden-Baden (seit 5. November 2003)                                                | 27. Mai 2000 26. August 2022 (aktiv)                       | Ausstattung mit WLAN-HotSpots (railnet) Ausstattung mit ETCS                                                                         | |
| Tz 306 Nördlingen (seit 28. Juni 2021)                                                    | 25. Mai 2000 23. September 2019 (aktiv)                    | Ausstattung mit WLAN-HotSpots (railnet) Ausstattung mit ETCS                                                                         | Am Abend des 24. Dezembers 2018 kollidierte ICE-3-Triebzug 306 am ICE-Werk München bei etwa 25 km/h mit ICE-T-Triebzug 1177. Der Endwagen 403 006 wurde beschädigt. In Verbindung mit dem Ausfall des Triebzugs 326 wurde am 14. Januar 2019 ein Ersatzkonzept eingeführt, um ICE-3-Leistungen durch ICE-4-Leistungen zu ersetzen. Am Abend des 13. November 2022 kam es zu einem Schwelbrand am Zug. Der Zug war ursprünglich als ICE 526 nach Dortmund unterwegs. Der zweite unbeschädigte Zugteil konnte seine Fahrt als ICE 1000 fortsetzen. |
| Tz 307 Oberhausen (seit 2. September 2004)                                                | 27. Mai 2000 28. Juli 2023 (aktiv)                         | Ausstattung mit WLAN-HotSpots (railnet) Ausstattung mit ETCS                                                                         | |
| Tz 308 Murnau am Staffelsee (seit 27. Juni 2015)                                          | 9. Juni 2000 18. März 2022 (aktiv)                         | Ausstattung mit WLAN-HotSpots (railnet) Ausstattung mit ETCS                                                                         | Dieser Triebzug wurde anlässlich des Staatsbesuches von Wladimir Putin am 21. Dezember 2004 als Deutschland-Russland-Express beschriftet und für eine Sonderfahrt von Hamburg nach Schleswig eingesetzt. |
| Tz 309 Aalen (seit 21. Juni 2008)                                                         | 25. Mai 2000 12. Dezember 2019 (aktiv)                     | Ausstattung mit WLAN-HotSpots (railnet) Ausstattung mit ETCS                                                                         | |
| Tz 310 Wolfsburg (seit 23. Januar 2003)                                                   | 27. Mai 2000 4. April 2017 (aktiv)                         | Ausstattung mit WLAN-HotSpots (railnet) Ausstattung mit ETCS Wagen 403 022-7 für Wagen 403 010-2 Wagen 403 104-3 für Wagen 403 110-0 | Am 9. Juli 2008 entgleiste dieser Triebzug, der als ICE 518 von München nach Dortmund unterwegs war, kurz nach 16 Uhr unmittelbar bei der Ausfahrt aus dem Kölner Hauptbahnhof vor der Hohenzollernbrücke. Als Ursache gilt eine gebrochene Radsatzwelle. Der Zug wurde durch eine Notbremsung zum Stillstand gebracht, nachdem der Radsatz über die Schwellen rollte. Verletzt wurde bei dem Unfall niemand, die Fahrgäste konnten über Türen am Ende der beiden Zugteile auf den Bahnsteig zurückkehren. Nach Angaben von Fahrgästen waren bereits vor Köln in einem Wagen auffällige Geräusche zu hören; nach Abfahrt in Köln sei einer der beiden Triebzüge zwischen zwei Wagen auseinandergerissen. Aufgrund von Gefahr im Verzug ordnete das Eisenbahn-Bundesamt am 10. Juli 2008 per Bescheid an, alle ICE-3-Züge nach Beendigung der Fahrt an diesem Tag außer Betrieb zu nehmen, bei denen die Ultraschall-Prüfung der Radsatzwellen mehr als 60.000 Kilometer zurücklag. Nach einer Flankenfahrt / einem Rangierunfall am 9. November 2021 in München für Reparaturarbeiten außer Betrieb gesetzt. Die beiden beschädigten Wagen 403 010 und 403 110 wurden im Dezember 2021 im Ausbesserungswerk Krefeld durch 403 022 und 403 104 aus Triebzug 304 ersetzt. Endwagen 403 022 ist deshalb fälschlicherweise mit dem Taufnamen „München“ versehen. Endwagen 403 510 trägt weiterhin den korrekten Taufnamen „Wolfsburg“. |
| Tz 311 Wiesbaden (seit 15. Dezember 2002)                                                 | 20. Juli 2000 22. April 2022 (aktiv)                       | Ausstattung mit WLAN-HotSpots (railnet) Ausstattung mit ETCS                                                                         | Wurde Ende 2005 mit einer Beklebung für den damals neu eingeführten Telekom-Hotspot im ICE, einem Bestandteil des von der Deutschen Bahn und T-Mobile umgesetzten Projektes Railnet, versehen. Dieser Triebzug diente in der Nacht zum 5. April 2008, zwischen 0:35 und 4:30 Uhr, im Günterscheidtunnel einer groß angelegten Rettungsübung. Im Drei-Jahres-Rhythmus finden derartige Übungen auf der Neubaustrecke statt. - Der während der Übung zum Stehen gekommene ICE 3 - Eine Zugbegleiterin hilft einem Reisenden per Ausstieg über eine Notleiter Am 6. September 2015 verkehrte ein Sonderzug ICE 2908 mit Flüchtlingen von München nach Dortmund. Dieser war aus den Triebzügen 311 und 359 gebildet. |
| Tz 312 Montabaur (seit 17. September 2006)                                                | 27. Mai 2000 27. Januar 2022 (aktiv)                       | Ausstattung mit WLAN-HotSpots (railnet) Ausstattung mit ETCS                                                                         | |
| Tz 313 Treuchtlingen (seit 22. September 2004)                                            | 25. Juli 2000 17. Mai 2018 (aktiv)                         | Ausstattung mit WLAN-HotSpots (railnet) Ausstattung mit ETCS                                                                         | |
| Tz 314 Bergisch Gladbach (seit 2. November 2006)                                          | 23. Juli 2000 16. Februar 2018 (aktiv)                     | Ausstattung mit WLAN-HotSpots (railnet) Wagen 403 019-3 und 403 119 für 403 014-4 und 403 114 Ausstattung mit ETCS                   | Zur Eröffnung des ICE-Instandhaltungswerkes Köln-Nippes wurde Triebzug 314 mit grünen Zierstreifen versehen für das Motto: Grün, grüner, ICE-Werk. Trug seit 12. Mai 2019 eine Sonderfolierung „der kleine ICE“, welche inzwischen wieder entfernt wurde. |
| Tz 315g Singen (Hohentwiel) (seit 7. Juni 2008)                                           | 24. August 2000 18. April 2018 (aktiv)                     | Ausstattung mit WLAN-HotSpots (railnet) Ausstattung mit ETCS                                                                         | |
| Tz 316 Siegburg (seit 22. Juli 2003)                                                      | 25. Juli 2000 21. Februar 2020 (aktiv)                     | Ausstattung mit WLAN-HotSpots (railnet) Ausstattung mit ETCS                                                                         | |
| Tz 317g Recklinghausen (seit 15. Juli 2003)                                               | 20. Juli 2000 21. Dezember 2022 (aktiv)                    | Ausstattung mit WLAN-HotSpots (railnet) Ausstattung mit ETCS Ausstattung mit ETCS                                                    | |
| Tz 318g Münster (Westf.) (seit 10. Juli 2003)                                             | 28. Juli 2000 24. November 2017 (aktiv)                    | Ausstattung mit WLAN-HotSpots (railnet) Ausstattung mit ETCS                                                                         | Am 24. August 2011 fuhr dieser Triebzug auf der Fahrt als ICE 1223 von Dortmund in Richtung Kassel mit 160 km/h im westfälischen Lippstadt in einen Traktor, der auf dem Bahnübergang stand. An Bord war auch SPD-Politiker Franz Müntefering. |
| Tz 319 Duisburg (seit 8. Oktober 2003)                                                    | 8. September 2000 22. April 2020 (aktiv)                   | Ausstattung mit WLAN-HotSpots (railnet) Ausstattung mit ETCS Wagen 403 014-4 und 403 131 für Wagen 403 019-3 und 403 119             | |
| Tz 320 Weil am Rhein (seit 29. Mai 2016)                                                  | 11. September 2000 29. Juni 2018 (aktiv)                   | Ausstattung mit WLAN-HotSpots (railnet) Ausstattung mit ETCS                                                                         | |
| Tz 321 Krefeld (seit 21. November 2003)                                                   | 11. September 2000 7. Oktober 2022 (aktiv)                 | Ausstattung mit WLAN-HotSpots (railnet) Ausstattung mit ETCS                                                                         | Am 1. April 2004 entgleiste dieser Triebzug als ICE 600 bei Istein, nachdem er mit einem Traktor zusammengeprallt war, der auf die Gleise gestürzt war. Der Traktorfahrer, der sich noch aus dem herabstürzenden Traktor befreien konnte, wurde schwer verletzt. Im Zug wurden zwei Personen leicht verletzt. Der Triebfahrzeugführer des ICE konnte kurz vor dem Zusammenprall aus einer Geschwindigkeit von rund 80 km/h eine Schnellbremsung einleiten, die den Zug nach rund 250 m zum Stehen brachte. Der entgegenkommende ICE 271 (ICE 1) streifte den verunglückten Zug und beschädigte eine Seitenscheibe des ICE 3. Der Schaden an dem entgegenkommenden Zug war zunächst nicht bemerkt worden. Weitere Personen kamen nicht zu Schaden. Der Triebzug 321 wurde daraufhin aufgelöst und mehrere seiner Wagen auf andere Triebzüge verteilt. Später wurde er mit Wagen aus anderen Garnituren wieder zusammengesetzt. |
| Tz 322 Solingen (seit 2. Juli 2003)                                                       | 8. September 2000 13. Juli 2022 (aktiv)                    | Ausstattung mit WLAN-HotSpots (railnet) Ausstattung mit ETCS Wagen 403 004-5 für Wagen 403 022-7                                     | Am 8. Dezember 2015 kam es in Triebzug 322 zu einem Kabelbrand im Dachbereich, nachdem ein Vogel den Stromabnehmer und die Oberleitung beschädigt hatte. Der Triebzug war als ICE 622 unterwegs und blieb kurz vor dem planmäßigen Halt am Frankfurter Flughafen liegen. Die Feuerwehr rückte mit etwa 40 Mann an und hatte den Brand nach kurzer Zeit unter Kontrolle. Die etwa 450 Fahrgäste wurden nicht verletzt und konnten nach 2 Stunden evakuiert werden. |
| Tz 323 Schaffhausen (seit 10. Juli 2008)                                                  | 13. Oktober 2000 14. Oktober 2016 (aktiv)                  | Ausstattung mit WLAN-HotSpots (railnet) Ausstattung mit ETCS                                                                         | Am 17. April 2010 kollidierte die verlorene Wagentür des Triebzuges 325 im Bereich des Dickheck-Tunnels mit dem Bordbistro des Triebzuges 323, der sich gerade auf der Fahrt als ICE 612 befand. Sechs Menschen wurden in diesem Triebzug durch Glassplitter verletzt oder standen unter Schock. Triebzug 323 ist der Probetriebzug für das ICE-3-Redesign und für ETCS-Ausrüstung. |
| Tz 324 Fürth (seit 15. September 2007)                                                    | 4. Mai 2001 11. August 2017 (aktiv)                        | Ausstattung mit WLAN-HotSpots (railnet) Ausstattung mit ETCS                                                                         | |
| Tz 325 Ravensburg (seit 15. April 2004)                                                   | 12. Februar 2001 17. März 2023 (aktiv)                     | Ausstattung mit WLAN-HotSpots (railnet) Ausstattung mit ETCS                                                                         | Am 17. April 2010 um 11:39 Uhr verlor dieser Triebzug auf der Fahrt als ICE 505 auf der Schnellfahrstrecke Köln–Rhein/Main, im Bereich des Dickheck-Tunnels, die linke Tür am Wagenübergang von Wagen 26 auf Wagen 27, die anschließend in das Bordbistro des entgegenkommenden ICE 612 prallte. Als Ursache gilt eine falsch eingestellte Stellmutter an einer Verriegelungsvorrichtung. Zweiwöchige Prüfungen an den Türen der ersten Bauserie der ICE-3-Flotte hätten keine weiteren Auffälligkeiten ergeben. Das Eisenbahn-Bundesamt wies die Deutsche Bahn an, die Türverriegelungen im Rahmen der regelmäßigen Wartung zu überprüfen. Darüber hinaus wurde die Türkonstruktion verändert. |
| Tz 326 Neunkirchen (seit 10. November 2007)                                               | 5. Februar 2001 13. Oktober 2018 nach Brand aufgelöst      | Ausstattung mit WLAN-HotSpots (railnet)                                                                                              | Am Morgen des 12. Oktober 2018 brach auf der Schnellfahrstrecke Köln–Rhein/Main bei Dierdorf im Trafowagen 403 626 Feuer aus. Das Ereignis wurde wahrscheinlich durch den Bruch einer Zugstange im Haupttransformator ausgelöst. Die ICE-3-Doppeltraktion war als ICE 511 auf dem Weg nach München. Der Wagen 403 626 brannte völlig aus, der Endwagen 403 526 geriet ebenfalls in Brand. Der ICE wurde auf offener Strecke gestoppt und die 510 Passagiere wurden aus dem Zug evakuiert. Fünf Personen wurden leicht verletzt. Der vordere Zug der Doppeltraktion blieb unbeschädigt. Tz 326 hingegen wurde anschließend abgestellt. Es gilt als erwiesen, dass Trafoöl ausgetreten war und sich entzündet hatte. Die Deutsche Bahn kündigte an, Trafos und Nebenaggregate aller ICE 3 zu prüfen und Trafos auch künftig engmaschiger zu kontrollieren. Bei vier ICE 3 wurden Verunreinigungen des Trafoöls festgestellt, infolge daraus resultierender Maßnahmen fehlten bis zu sechs Triebzüge pro Tag. Per Weisung vom 20. Dezember 2018 dürfen ab 1. Januar 2019 ICE-3-Triebzüge, die noch keine spezielle Überprüfung durchlaufen haben, keine langen Tunnel mehr befahren. |
| Tz 327 Siegen (seit 18. September 2011)                                                   | 22. Dezember 2000 23. Januar 2018 (aktiv)                  | Ausstattung mit WLAN-HotSpots (railnet) Ausstattung mit ETCS                                                                         | |
| Tz 328 Aachen (seit 3. Juli 2003)                                                         | 9. April 2001 10. März 2017 (aktiv)                        | Ausstattung mit WLAN-HotSpots (railnet) Ausstattung mit ETCS                                                                         | |
| Tz 329                                                                                    | 21. März 2001 19. Oktober 2018 (aktiv)                     | Ausstattung mit WLAN-HotSpots (railnet) Ausstattung mit ETCS                                                                         | |
| Tz 330 Göttingen (seit 22. Januar 2003)                                                   | 21. März 2001 10. Februar 2023 (aktiv)                     | Ausstattung mit WLAN-HotSpots (railnet) Ausstattung mit ETCS                                                                         | |
| Tz 331 Westerland/Sylt (seit 20. Februar 2004)                                            | 9. April 2001 21. Juni 2017 (aktiv)                        | Ausstattung mit WLAN-HotSpots (railnet) Ausstattung mit ETCS                                                                         | |
| Tz 332 Augsburg (seit 21. November 2002)                                                  | 23. März 2001 3. Juli 2020 (aktiv)                         | Ausstattung mit WLAN-HotSpots (railnet) Ausstattung mit ETCS                                                                         | |
| Tz 333 Esslingen am Neckar (von 6. Juni 2009 bis 17. Mai 2017) Goslar (seit 9. Juni 2017) | 24. März 2001 18. Mai 2017 (aktiv)                         | Ausstattung mit WLAN-HotSpots (railnet) Ausstattung mit ETCS                                                                         | |
| Tz 334 Offenburg (seit 22. November 2003)                                                 | 24. März 2001 20. November 2020 (aktiv)                    | Ausstattung mit WLAN-HotSpots (railnet) Ausstattung mit ETCS                                                                         | |
| Tz 335 Konstanz (seit 19. April 2008)                                                     | 1. August 2001 20. September 2017 (aktiv)                  | Ausstattung mit WLAN-HotSpots (railnet) Ausstattung mit ETCS                                                                         | |
| Tz 336 Ingolstadt (seit 27. November 2003)                                                | 3. August 2001 17. Juli 2017 (aktiv)                       | Ausstattung mit WLAN-HotSpots (railnet) Ausstattung mit ETCS                                                                         | Die Wagen der 1. Klasse wurden im März 2015 versuchsweise mit neuartigen Sitzen ausgestattet. Sie enthalten unter anderem eine Reservierungsanzeige im Bereich der Kopfstützen. |
| Tz 337g Stuttgart (seit 19. November 2002)                                                | 21. August 2001 26. Oktober 2017 (aktiv)                   | Ausstattung mit WLAN-HotSpots (railnet) Ausstattung mit ETCS                                                                         | |
| Tz 351 Herford (seit 17. Mai 2006)                                                        | 15. Dezember 2005 10. Mai 2021 nach Brandschäden aufgelöst | Ausstattung mit WLAN-HotSpots (railnet) Ausstattung mit ETCS                                                                         | Am 21. Dezember 2021 brach im Bereich des Bahnhofs Mannheim-Waldhof ein Brand im Triebzug aus. Zu diesem Zeitpunkt war das Fahrzeug der hintere Teil der Doppeltraktion von ICE 202 auf dem Weg von Basel nach Köln, der Brandherd befand sich im Übergangsbereich zwischen dem zu diesem Zeitpunkt letzten und vorletzten Wagen des Triebzugs. Dieser wurde umgehend evakuiert, zwei Personen wurden leicht verletzt. Die Fahrgäste konnten ihre Fahrt nach etwa zwei Stunden im unbeschädigt gebliebenen vorderen Triebzug fortsetzen. Der Zug stand im Jahr 2022 nach einem Brandschaden abgestellt und vier seiner acht Wagen wurden als Ersatz in den Triebzug 354 eingereiht. |
| Tz 352 Mönchengladbach (seit 29. März 2011)                                               | 15. Dezember 2005 29. Oktober 2021 (aktiv)                 | Ausstattung mit WLAN-HotSpots (railnet) Ausstattung mit ETCS                                                                         | |
| Tz 353 Neu-Ulm (seit 6. Juni 2015)                                                        | 24. November 2005 7. Oktober 2020 (aktiv)                  | Ausstattung mit WLAN-HotSpots (railnet) Ausstattung mit ETCS                                                                         | |
| Tz 354 Mittenwald (seit 26. September 2015)                                               | 30. Dezember 2005 1. April 2021 (aktiv)                    | Ausstattung mit WLAN-HotSpots (railnet) Ausstattung mit ETCS Wagen 403 051 für 403 054                                               | Am 8. September 2022 entgleiste der Triebzug bei einer Rangierfahrt in der Abstellgruppe des Karlsruher Hbf. Es entstand dabei erheblicher Sachschaden am Fahrzeug, Personen wurden nicht verletzt. Die beschädigte Hälfte des Triebzuges wurde mit abgestellten Wagen aus Triebzug 351 getauscht. |
| Tz 355 Tuttlingen (seit 27. Juli 2015)                                                    | 24. November 2005 15. Januar 2021 (aktiv)                  | Ausstattung mit WLAN-HotSpots (railnet) Ausstattung mit ETCS                                                                         | |
| Tz 356                                                                                    | 13. Januar 2006 31. Mai 2022 (aktiv)                       | Ausstattung mit WLAN-HotSpots (railnet) Ausstattung mit ETCS                                                                         | Am 8. November 2017 kollidierte eine Rangierfahrt in München Hbf mit diesem Triebzug und zerstörte eine Türe an Wagen 403 256. Der Triebzug ist seit dem 08. Dezember 2018 wieder im Einsatz. |
| Tz 357 Esslingen am Neckar (seit 17. Mai 2017)                                            | 13. Januar 2006 30. Juli 2021 (aktiv)                      | Ausstattung mit WLAN-HotSpots (railnet) Ausstattung mit ETCS                                                                         | |
| Tz 358 St. Ingbert (seit 10. Mai 2008)                                                    | 27. Januar 2006 17. September 2021 (aktiv)                 | Ausstattung mit WLAN-HotSpots (railnet) Ausstattung mit ETCS                                                                         | |
| Tz 359 Leverkusen (seit 20. Juni 2009)                                                    | 27. Januar 2006 25. April 2023 (aktiv)                     | Ausstattung mit WLAN-HotSpots (railnet) Ausstattung mit ETCS                                                                         | Am 6. September 2015 verkehrte ein Sonderzug ICE 2908 mit Flüchtlingen von München nach Dortmund. Er war aus den Triebzügen 311 und 359 gebildet. |
| Tz 360 Linz am Rhein (seit 18. Juni 2011)                                                 | 10. Februar 2006 2. Juli 2021 (aktiv)                      | Ausstattung mit WLAN-HotSpots (railnet) Ausstattung mit ETCS                                                                         | |
| Tz 361 Celle (seit 29. November 2008)                                                     | 10. Februar 2006 12. Februar 2021 (aktiv)                  | Ausstattung mit WLAN-HotSpots (railnet) Ausstattung mit ETCS                                                                         | |
| Tz 362 Schwerte (Ruhr) (seit 16. September 2011)                                          | 24. Februar 2006 12. Juli 2023 (aktiv)                     | Ausstattung mit WLAN-HotSpots (railnet) sowie lokalem Informations- und Entertainmentportal Ausstattung mit ETCS                     | |
| Tz 363 Weilheim i. OB (seit 26. Juni 2017)                                                | 24. Februar 2006 9. Dezember 2021 (aktiv)                  | Ausstattung mit WLAN-HotSpots (railnet) Ausstattung mit ETCS                                                                         | |

- Ein Großteil der Triebzüge trug zwischen 2019 und 2023 mindestens einmal einen grünen Zierstreifen mit der Aufschrift „Deutschlands schnellster Klimaschützer“ an den Endwagen.[42] Seit Frühjahr 2022 werden alle grünen Zierstreifen und Klimaschutz-Schriftzüge bei Instandhaltungsarbeiten wieder durch normale rote Streifen ersetzt, eine Erneuerung der Beklebung findet nicht mehr statt.